# Anni-Frid Lyngstad (album)
Az Anni-Frid Lyngstad című válogatásalbum a svéd énekesnő Anni-Frid Lyngstad gyűjteményes albuma 1972-ből, melyet az Emidisc jelentetett meg, miután Lyngstad befejezte közös munkáját az EMI kiadóval. Az album összes dala megtalálható a Frida 1967-1972 című válogatás albumon is.

## Előzmények
1971-ben Lyngstad "Min Egen Stad" című dala slágerlistás helyezés volt a svéd Svenkstoppen slágerlistán, szakított az EMI kiadóval, és a Polar Musichoz igazolt, hogy felvegye első kislemezét. Miután az énekesnő szakított az EMI kiadóval, a lemezcég kiadta gyűjteményes albumát az Emidisc-en keresztül.

## Számlista
| 1. | "Min Egen Stad"                                                           | Benny Andersson, Peter Himmelstrand        | 3:00 |
| 2. | "En Gång Är Ingen Gång" ("There Goes My Everything")                      | Dallas Frazier, Stikkan Anderson           | 2:46 |
| 3. | "Försök Och Sov På Saken" ("Surround Yourself with Sorrow")               | Bill Martin, Phil Coulter, Bo-Göran Edling | 2:40 |
| 4. | "Peter Pan"                                                               | Benny Andersson, Björn Ulvaeus             | 2:09 |
| 5. | "Räkna De Lyckliga Stunderna Blott"                                       | Jules Sylvain, Karl-Ewert                  | 2:38 |
| 6. | "Där Du Går Lämnar Kärleken Spår" ("Love Grows (Where My Rosemary Goes)") | Barry Mason, Tony Macaulay, Olle Bergman   | 2.43 |

| 1. | "Härlig Är Vår Jord"                                    | Ivan Renliden                               | 2:42 |
| 2. | "Peter Kom Tillbaka" ("Junge, Komm Bald Wieder")        | Lotar Olias, Olle Bergman                   | 3:07 |
| 3. | "Simsalabim"                                            | Gunnar Sandevärn                            | 2:30 |
| 4. | "En Ledig Dag" ("Weekend in Portofino")                 | Matteo Chiosso, Bruno Defilippi, Bengt Sten | 2:55 |
| 5. | "Du Är Så Underbart Rar" ("Can't Take My Eyes Off You") | Bob Crewe, Bob Gaudio, B.S. Bimen           | 3:17 |
| 6. | "Så Synd Du Måste Gå" ("Comment te dire adieu?)"        | Jack Gold, Arnold Golan, Stikkan Anderson   | 2:24 |